# 외레브로주

외레브로 주의 문장

외레브로 주의 위치

외레브로주(스웨덴어: Örebro län)는 스웨덴 중부에 위치한 주로 주도는 외레브로이며 면적은 8,519km2, 인구는 280,305명(2011년 기준)이다. 남서쪽으로는 베스트라예탈란드주, 서쪽으로는 베름란드주, 북쪽으로는 달라르나주, 동쪽으로는 베스트만란드주와 쇠데르만란드주, 남동쪽으로는 외스테르예틀란드주와 접한다.

## 자치시

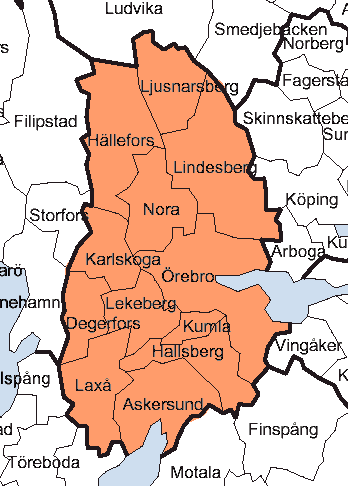
외레브로 주의 자치시

외레브로주는 12개 자치시로 구성되어 있다.
- 아스케르순드시 (Askersund)
- 데게르포르스시 (Degerfors)
- 할스베리시 (Hallsberg)
- 헬레포르스시 (Hällefors)
- 칼스코가시 (Karlskoga)
- 쿰라시 (Kumla)
- 락소시 (Laxå)
- 레케베리시 (Lekeberg)
- 린데스베리시 (Lindesberg)
- 유스나르스베리시 (Ljusnarsberg)
- 노라시 (Nora)
- 외레브로시 (Örebro)